# Federico Iván
Federico Iván Mitteröder (Buenos Aires, 13 de mayo de 1996), conocido artísticamente como Federico Iván, es un músico, productor discográfico e ingeniero de sonido argentino, fundador de la compañía discográfica y grupo musical FIM Records. Como productor, ha trabajado con artistas como Paulo Londra, Frijo, Ecko, Lautaro López y Brunenger, entre otros.

## Carrera

### Inicios
Mitteröder nació en el barrio de Flores en Buenos Aires en 1996. Comenzó en la música en el año 2010 tocando el piano. En 2011 empezó a grabar versiones de otros artistas con su propia voz, y más adelante invirtió en equipos de cómputo y sistemas de sonido para crear beats y producir canciones, dando inicio a su carrera como productor discográfico. En 2015 empezó a producir los primeros lanzamientos del cantante de música urbana Frijo, y desde entonces se ha desempeñado como ingeniero de sonido y productor de artistas de ese género.

### Reconocimiento
En 2017 fundó su propio sello discográfico, al cual denominó FIM Records. Meses más tarde produjo tres nuevas colaboraciones entre Frijo y Paulo Londra: «Noche complicada», «No la puedo olvidar» y «Está bien», las cuales acumularon cerca de 50 millones de reproducciones en la plataforma YouTube. Las producciones de Federico Iván con su compañía discográfica de artistas como Kodigo, Cro, Big Soto, Ecko y Lit Killah, entre otros, serían consideradas de suma importancia para el surgimiento del fenómeno urbano y musical del trap en Argentina.
En su rol de productor y fundador de FIM Records, en el año 2020 incorporó al sello a otros artistas como Nissa, Lautaro López y Valentín Reigada. Es el productor principal de canciones como «USA» de Lil Cake (la cual acumula más de cinco millones de visualizaciones en YouTube), «Siento» de Brunenger, Lil Cake y Lautaro López, y «Odio amarte» de Lautaro López y Luck Ra. Con esta última producción logró posicionarse en la lista de éxitos Top 100 Songs en Argentina, escalando hasta la decimocuarta casilla el 24 de diciembre de 2020 y llegando a la cima de tendencias en Argentina y a la séptima posición a nivel mundial en la plataforma YouTube.
En agosto de 2021 fue el encargado de la mezcla y masterización de la canción «Lo 100to» de Lautaro López y Seven Kayne.
En junio de 2023 fue el productor de la obra titulada «Idealizar» del artista Santy-P, un track inspirado en el amor y la desilusión.
En mayo de 2024 produjo un nuevo sencillo de los artistas Lautaro Lopez y Seven Kayne titulado «Don’t Let Me Go».  Mientras que en abril de 2025 estuvo a cargo de la producción del lanzamiento «Suéltame» de la artista Juli Martorell y posteriormente, en julio, saldría la primer canción «Dímelo» de la banda en la cual forma parte ALMA.

## Discografía

### Producciones destacadas
| Año  | Título                        | Artista(s)                                 |
| ---- | ----------------------------- | ------------------------------------------ |
| 2017 | «Está bien»                   | Paulo Londra ft. Frijo                     |
| 2017 | «En Busca De Verdes»          | Frijo ft. Paulo Londra, Trainer y Big Soto |
| 2018 | «No la puedo olvidar»         | Frijo ft. Paulo Londra                     |
| 2018 | «Noche complicada»            | Frijo ft. Paulo Londra                     |
| 2018 | «Pocas horas»                 | Alejo Park ft. Lit Killah y Kodigo         |
| 2018 | «Kriptonita»                  | Kodigo ft. Eso.Xo.Supreme                  |
| 2019 | «Me Tienes»                   | Joaqo ft. Rusherking                       |
| 2019 | «Diablo»                      | Nissa                                      |
| 2020 | «USA»                         | Lil Cake                                   |
| 2020 | «Cómo te quiero»              | Rusherking                                 |
| 2020 | «Nights Alone»                | Rusherking                                 |
| 2020 | «Chica Dolce»                 | Oky ft. Luan                               |
| 2020 | «Odio amarte»                 | Lautaro López ft. Luck Ra                  |
| 2020 | «Pensándote»                  | Lautaro López                              |
| 2020 | «Siento»                      | Brunenger ft. Lautaro López y Lil Cake     |
| 2021 | «Te Olvidaste»                | Lautaro López ft. G Sony                   |
| 2021 | «Lo 100to»                    | Lautaro López ft. Seven Kayne              |
| 2022 | «Entiéndelo»                  | Lautaro López                              |
| 2023 | «Inestable»                   | Lautaro López ft. G Sony                   |
| 2023 | «Míranos»                     | G Sony                                     |
| 2023 | «Humo Blanco»                 | Lautaro López ft. Tobi                     |
| 2023 | «Te Esperaré»                 | Lautaro López                              |
| 2023 | «Hasta Lo Más Puro»           | Lautaro López                              |
| 2023 | «Desde Que No Estás»          | Lautaro López                              |
| 2023 | «Intro»                       | Nissa                                      |
| 2023 | «Guapo»                       | Nissa y Phontana                           |
| 2023 | «Juzgaban»                    | Nissa, Ramma y Phontana                    |
| 2023 | «Ya Me Enteré»                | Rhino                                      |
| 2023 | «Qué Sale?»                   | Valentin Reigada                           |
| 2023 | «El Pibito Del Sur»           | Valentin Reigada                           |
| 2023 | «Sin Vos»                     | Valentin Reigada                           |
| 2023 | «Donde Nos Conocimos»         | ENEZ 4R, LUANA                             |
| 2023 | «Personaje Secundario»        | Guille Ortega                              |
| 2024 | «Tu Recuerdo»                 | MKS, Nahe                                  |
| 2024 | «No Soy Quien Crees»          | Nahe                                       |
| 2024 | «Noche Especial»              | Nahe                                       |
| 2024 | «Para Siempre»                | Guille Ortega                              |
| 2024 | «100 Años»                    | Valentin Reigada                           |
| 2024 | «Adicto a tus Besos»          | Valentin Reigada                           |
| 2024 | «Puntos Claves»               | Lautaro López                              |
| 2024 | «Diamante»                    | Nissa                                      |
| 2024 | «Si Me Extrañarás»            | Valentin Reigada, El Villano               |
| 2024 | «Lo Que Traje»                | Hache, Nissa                               |
| 2024 | «No Es Normal»                | Valentin Reigada                           |
| 2024 | «Calíope»                     | MACO                                       |
| 2024 | «De Cero»                     | Ian Lucas, Axel                            |
| 2024 | «La Definición de Perfección» | Fede Vigevani, Ian Lucas, El Parcerito     |
| 2024 | «Hoy»                         | El Villano                                 |
| 2024 | «Te Perdi»                    | El Villano                                 |
| 2024 | «Ya No Sos»                   | El Villano                                 |
| 2024 | «Wacha Celosa»                | El Villano                                 |
| 2024 | «gestos de amor»              | Ambik                                      |
| 2024 | «a tu espera»                 | Ambik                                      |
| 2024 | «Fe (Pain)»                   | Nissa                                      |
| 2024 | «Vine Por Todo»               | Nissa                                      |
| 2024 | «Misión»                      | Nissa, PRIZE                               |
| 2024 | «Campeón»                     | Nissa                                      |
| 2024 | «Uh!»                         | Nissa, Hache                               |
| 2024 | «Enfocado»                    | Nissa, Midel                               |
| 2024 | «Ambición»                    | Nissa                                      |
| 2024 | «Invicto»                     | Nissa                                      |
| 2024 | «Mi Lucha»                    | Nissa                                      |
| 2024 | «Prime»                       | Nissa                                      |
| 2025 | «De Cero»                     | Lautaro López                              |
| 2025 | «Si Quieren Más de Mí»        | Nissa                                      |
| 2025 | «Azul»                        | Ambik                                      |
| 2025 | «Suéltame»                    | Juli Martorell                             |
| 2025 | «Dímelo»                      | ALMA                                       |
| 2025 | «Quemémonos»                  | ALMA                                       |
| 2025 | «Frágil»                      | Lautaro López                              |
| 2025 | «Solcito»                     | Valentin Reigada                           |